# Endurance Idahor
Endurance Idahor (Edo, Nigéria, 4 de agosto de 1984 - Ondurmã, Sudão, 6 de março de 2010) foi um jogador nigeriano. Morreu durante uma partida de futebol no Sudão.
Idahor, ex-jogador da seleção nigeriana sub-23, iniciou a carreira em 2003, no Julius Berger, da Nigéria. No ano seguinte, acertou com o Dolphins, onde atuou por duas temporadas. O atacante chegou ao Al-Merreikh, do Sudão, em 2006 e disputou 176 jogos pelo clube, marcando 118 gols.